# Funkvater Frank

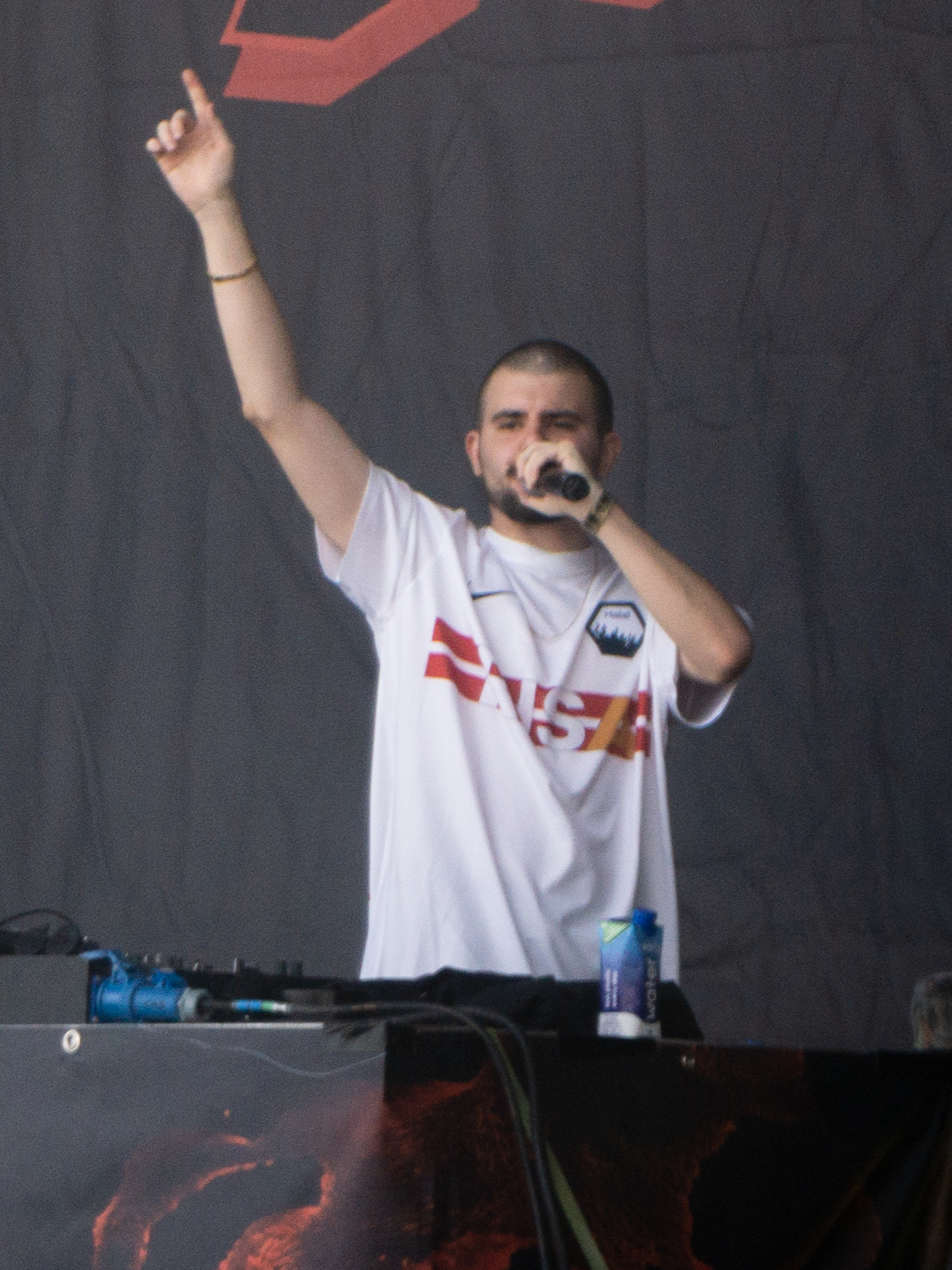
Funkvater Frank (2019)

Funkvater Frank (* 1993 in Mannheim; bürgerlich Dominic „Franky“ D’Amato) ist ein deutscher Musikproduzent. Bekannt wurde er insbesondere durch seine Zusammenarbeit mit OG Keemo.

## Leben und Karriere
Dominic „Franky“ D’Amato wurde 1993 in Mannheim geboren. OG Keemo lernte er bereits als Jugendlicher kennen. Als OG Keemo 2012 wieder zurück nach Mannheim zog, begann die Zusammenarbeit. Im September 2016 veröffentlichten er und OG Keemo ihren ersten gemeinsamen Song Daimajin. Mit OG Keemo und weiteren Freunden gründete er das Künstlerkollektiv Zonkeymobb.
Funkvater Frank hat den Großteil von OG Keemos bisheriger Musik alleine produziert, darunter das komplette Skalp-Tape (2018), das komplette Album Geist (2019) und 16 Tracks von Mann beißt Hund (2022). Daneben produzierte Funkvater Frank u. a. auch für Ahzumjot, Lugatti & 9ine, Kwam E, Gianni Suave und Ulysse. 2023 gründete er das Musiklabel Funkloch, über das Projekte von Daimajin (Duo bestehend aus OG Keemo und Funkvater Frank (Daimajin Kollektion)), Ramzey (Cobalt & Jiggos weinen nicht) und Eurothug (Reich ohne Banken) erschienen.

## Sound und Einflüsse
Funkvater Franks Sound ist geprägt von vielfältigem Benutzen von Samples: „Für mich ist Sampling das A und O in jeder meiner Produktionen. Ich war nie der Fan von eintönigen selbst eingespielten Melodien, deshalb hab ich mich daran auch nie probiert.“ Als Einflüsse gibt er – im Bezug auf Sample-Techniken – DJ Premier und Pete Rock an. Weitere Inspirationen seien J Dilla, MF Doom, Madlib und Schoolly D.
Bei den Samples handelt es sich zumeist um Jazz, Soul, Funk oder aus Boom-Bap stammende Samples, die Funkvater Frank jedoch mit modernen Hip-Hop-Elementen wie z. B. Trap vermischt.

## Auszeichnungen
Hiphop.de Awards
- 2022: „Bester Produzent national“[9]
- 2023: „Bester Produzent national“[10]

## Belege
1. ↑  Florian Düker: Nüchtern betrachtet ein Meisterwerk. In: laut.de. 7. Januar 2022, abgerufen am 20. November 2022.
2. ↑  OG Keemo im Interview mit MC Bogy (komplett!) | Yo! MTV Raps. In: YouTube. Abgerufen am 1. Juni 2023.
3. 1 2 3  Funkvater Frank: „Das ist alles viel zu verrückt. Und es fängt gerade erst an.“ In: backspin.de. 14. Februar 2018, abgerufen am 18. November 2022.
4. ↑  DAIMAJIN- DMJN. In: soundcloud.com. Abgerufen am 20. November 2022.
5. ↑  Credits für Funkvater Frank. In: Tidal. Abgerufen am 31. Januar 2023.
6. ↑  Instagram Beitrag von Chimperator. 17. November 2023, abgerufen am 15. Juli 2025.
7. ↑  Florian Peking: OG Keemo – Geist. In: laut.de. 13. Dezember 2019, abgerufen am 22. November 2022.
8. ↑  laut.de: OG Keemo. In: laut.de. Abgerufen am 20. November 2022.
9. ↑  Alle Gewinner*innen der Hiphop.de Awards 2022. In: Hiphop.de. 27. Januar 2023, abgerufen am 28. Januar 2023.
10. ↑  Hiphop.de Awards 2023: Diese Artists haben gewonnen. In: Hiphop.de. 25. Januar 2024, abgerufen am 23. Februar 2024.

| Personendaten    | Personendaten                                                     |
| ---------------- | ----------------------------------------------------------------- |
| NAME             | Frank, Funkvater                                                  |
| ALTERNATIVNAMEN  | Amato, Dominic D’ (wirklicher Name); Amato, Franky D’ (Spitzname) |
| KURZBESCHREIBUNG | deutscher Musikproduzent                                          |
| GEBURTSDATUM     | 1993                                                              |
| GEBURTSORT       | Mannheim                                                          |